# زقاق الشماعين
زقاق الشماعين هو أحد أزقة مدينة دمشق، في الجمهورية العربية السورية، يقع في سوق مدحت باشا، إلى الغرب المجاور لخان أسعد باشا، كان يعرف قبل ذلك بزقاق الشيخ عبد الله.